# Чернышево (Рыбинский район)
Чернышево (возможно Чернышёво) — деревня Шашковского сельского округа в Назаровском сельском поселении Рыбинского района Ярославской области .
Деревня расположена на левом берегу реки Колокши. Река здесь течёт в глубокой долине. Деревня расположена ниже устья небольшого безымянного ручья, образующего при впадении овраг, улица деревни образует угол — одни дома выстроены вдоль Колокши, а другие вдоль оврага. По левому берегу Колокши просёлочная дорога от Шестовского через Чернышево выходит к Сыроежино, а оттуда идет на юго-запад к Борзово и Фёдоровскому. Напротив Чернышева на другом берегу Колокши деревня Селезнево, дорога туда пересекает Колокшу вброд. Из всех названных деревень постоянные жители числятся только в Шестовском, которое расположено примерно в 2 км на восток от Селезнева. На север и юг от Чернышева - незаселенные лесные массивы .
Деревня Чернышева указана на плане Генерального межевания Романовского уезда 1790 года. После объединения уездов в 1822 году Чернышево относилось к Романово-Борисоглебскому уезду .
На 1 января 2007 года в деревне не числилось постоянных жителей . Деревня обслуживается почтовым отделением в Шашково. Нумерация домов в деревне не указывается .